# エリー・グレニッチ
エリー・グリニッチ（Ellie Greenwich、1940年10月23日 - 2009年8月26日）は、アメリカ合衆国の歌手、ソングライター、音楽プロデューサー。
代表作に「ビー・マイ・ベイビー」「ハイ・ロン・ロン」「ハンキー・パンキー」「リーダー・オブ・ザ・パック」「愛のチャペル」「ドゥー・ワ・ディディ・ディディ」「リヴァー・ディープ、マウンテン・ハイ」などがある。

## 生い立ち
ブルックリン生まれ。父親は絵描き・電気技師・カトリック信者のウィリアム、母親は百貨店支配人のロシア系ユダヤ人ローズ（旧姓バロンBaron）だった。
一説によると彼女はルーズヴェルト大統領夫人エレノアにちなんで名づけられ、カトリック、ユダヤ教のどちらでもなく育てられた。両親が家で音楽を演奏していたので幼いころから音楽に夢中になり、アコーディオンを習得した。10歳で両親と妹ローラと、ニューヨーク郊外のレヴィットタウン（レヴィットという人物が開発した、量産型の家が並ぶ町）に移住。
ティーンの頃から作曲し、ピアノを独学。高校で友人2人と歌のグループ「ジヴェッツ (The Jivettes)」を結成、地元で歌っていた。高校に通いながら、アコーディオンで、自分の経験からラブソングを作るようになった。高校を卒業するとマンハッタン音楽学校に出願したが、アコーディオン奏者を受け付けていなかったので拒否され、クイーンズカレッジに入学した。
17歳で、RCAレコードに最初の、自分で書いたシングル「シリー・イズント・イット」「チャチャチャーミング」を録音。これらはエリー・ゲイ名義で発表されており、「マイ・ボーイ・ロリポップ」のオリジナルを歌ったバービー・ゲイにちなんでいたしかし、ある伝記によれば「Greenwich」の発音が難しいことを嫌ったRCAが決めた名前だとのことである。。1958年に「チャチャチャーミング」が発売された当時、教授からポピュラー音楽をレコーディングしていることについて軽蔑されたのをきっかけとして、ホフストラ大学へ転籍した。

## ジェフ・バリーとの共同作業
1959年、ジェフ・バリーと出会う。彼が遠縁にあたるため子供の頃からの知り合いだったという話もあるが、大人になってから初めて会ったのは、バリーのいとこと結婚していた母方の叔父が開いた感謝祭の夕食会でのことだった。グリニッチがアコーディオンを持ってきていたので、バリーは「彼女も音楽が好きなんだ」と思った。バリーは最初の妻と結婚していて、一緒に夕食会に来ていたので、すぐにロマンスにはならなかった。バリーが離婚すると付き合い始めたが、音楽的にはまだ別のキャリアを歩んでいた。
1962年、学生時代にブリル・ビルディングへジョン・グラック・ジュニア（レスリー・ゴーアの「It's My Party」の作家のひとり）を訪ねて道が開けた。別の用件があったグラックは、グリニッチをある部屋に入れるとどこかへ行ってしまった。そこはたまたまジェリー・リーバーとマイク・ストーラーの部屋だった。その部屋からピアノの音を聴いたジェリー・リーバーは、キャロル・キングが来訪したのかと部屋を覗いたところ、そこにいたのはグリニッチだった。彼女は自己紹介し、そこにいる理由を説明した。彼女のソングライターとしての才能に気づいたリーバーは、彼女にスタジオをいつでも使っていいという旨を伝える。後にリーバー＝ストーラーは音楽出版社Trio Musicのスタッフ・ライターとして彼女と契約した。
バリーの前には、ベン・ラーリー（Ben Raleigh）やマーク・バーカン（Mark Barkan）と組んでいた。また裏方としてデモ・テープで歌いまくり「デモ・クイーン」と呼ばれた。
この時期の最大ヒットはトニー・パワーズ（Tony Powers）との共作で、
- "He's Got The Power" (エキサイターズ（英語版）)
- "(Today I Met) The Boy I'm Gonna Marry" (ダーレン・ラヴ)
- "Why Do Lovers Break Each Others' Hearts?" (Bob B. Soxx & the Blue Jeans）

など。後の2つを共作・制作したのはフィル・スペクター。

### 結婚後
1962年10月28日、バリーと結婚。2人で曲を書くことにし、バリーもTrio Musicと契約、彼ら専用の事務所を与えられた。
1963年末、ザ・ロネッツの「ビー・マイ・ベイビー」「ベイビー・アイ・ラブ・ユー」、クリスタルズの「キッスでダウン」「ハイ・ロン・ロン」、Bob B. Soxx & the Blue Jeans「Not Too Young To Get Married」、ダーレン・ラヴの「Christmas (Baby Please Come Home)」などがヒットし、彼らは大成功を収めた。共作・制作はすべてスペクター。
夫妻はレインドロップス（The Raindrops）名義でシングル、アルバムを録音。グリニッチがオーバーダビングですべての女性ボーカルを、バリーがバス声を受け持った。「What A Guy」が最初のシングルで、「The Kind Of Boy You Can't Forget」がトップ20ヒットになった。
彼らの歌った「ハンキー・パンキー」はトミー・ジェームズ&ザ・ションデルズがカバーし1966年に全米1位を記録。
1964年にマンフレッド・マン「Do Wah Diddy Diddy」が英米でトップに立つ。
1963年末、The Raindropsは「That Boy John」を録音、中ヒットになった。ジョンF.ケネディー大統領が暗殺されたばかりで、ラジオ局は再生をいやがったそうだ。
彼らはコニー・フランシス、レスリー・ゴーアにも曲を提供した。
1964年にリーバー＝ストーラーがRed Bird Recordsを設立したとき、彼らはソングライター・プロデューサーとして引き抜かれた。最初のリリースはフィル・スペクターと共作した、ディキシー・カップスの「愛のチャペル」。全米1位を記録。
続いてRed Birdに曲を書き、
- The Ad-Libs "He Ain't No Angel" "Remember"
- The Jelly Beans "I Wanna Love Him So Bad"
- The Shangri-Las "Leader of the Pack"（George "Shadow" Morton共作）

などがヒットした。

### 離婚後
1965年、グリニッチは『You Don't Know』、バリーは『Our Love Can Still Be Saved』を録音発表。
しかし、結婚生活は救われず、年末に離婚。
1966年は仕事をいっしょに続けた。このころグリニッチはニール・ダイアモンドという新しい才能を発見し、バリーと三人でTallyrand Musicという音楽出版社を設立し、ダイアモンドの歌を出版した。
ダイアモンドは続いてバート・バーンズのBang Recordsと契約し、「Cherry Cherry」「Kentucky Woman」などがヒットした。マン＝グリニッチはプロデュースを担当し、バック・コーラスも歌った。
その後、元夫妻は1966年のロネッツ「アイ・キャン・ヒア・ミュージック」（1969年にビーチ・ボーイズがカバー）、アイク&ティナ・ターナー「River Deep - Mountain High」で最後にもう一度スペクターと組んだ。これがPhilles labelでの彼らの最後のシングルとなった。「River Deep」はイギリスで3位となったが、アメリカでは商業的に失敗し、88位に留まった。
数年後、1970-1971年にシュープリームスとフォー・トップスによる「River Deep」が14位のヒットになった。

## キャリア後半
1967年、マイク・ラシュコウとパインウッド・ミュージック（Pineywood Music）という会社を設立し、数年にわたってダスティ・スプリングフィールド、The Definitive Rock Chorale、The Other Voices、The Fuzzy Bunnies, The Hardy Boysに楽曲を提供した。
1968年に初ソロ・アルバム『Ellie Greenwich Composes, Produces and Sings』をリリース、『Niki Hoeky』が日本で1位、『I Want You to Be My Baby』もヒットした。
ダスティ・スプリングフィールド、ボビー・ダーリン、ルー・クリスティ、フランク・シナトラ、ELO、ブロンディ、シンディ・ローパー、Gary U.S. Bondsなどのボーカル・アレンジ、コーラスなども担当したほか、バリーの会社でも歌った。
スティーヴ・トゥダンガー、スティーヴ・フェルドマンと出会い、ラジオやテレビのジングル制作を専門とする会社ジングル・ハビタット（Jingle Habitat）を設立した。また、トゥダンガーとフェルドマンは、グリニッチのセカンド・アルバム『Let It Be Written, Let It Be Sung』（1973年）の制作にも参加している。
提供曲のうち、リーバー＝ストーラーのプロデュースの元、エルキー・ブルックスに提供した『Sunshine After The Rain』（『Two Days Away』収録）はイギリスでヒットした。ラシュコウとの共作が1971年に終わると、エレン・フォーリーとJeff Kentとチームを組み、 ノーナ・ヘンドリックスに提供した『Keep It Confidential』は、1983年R&Bチャートでヒットした。また、同年、ケントとシンディ・ローパーと一緒に制作した「ライト・トラック・ロング・トレイン」（Right Track Wrong Train）は、ローパーのソロ・デビュー作「ガールズ・ジャスト・ワナ・ハヴ・ファン」のB面に収録された。

## 遺産
1984年、彼女の人生と音楽を扱ったミュージカル『Leader of the Pack』が公開、彼女自身も出演。トニー賞・グラミー賞を受賞。何度かリバイバルしている。
1991年、バリーとソングライターの殿堂入り。
2004年、『ローリング・ストーン』誌の「最も偉大なロックソング500」に6曲が入り、作曲専門としては最多だった。
1964年だけで17曲がチャート入りした。
2010年、ロックの殿堂の最高栄誉賞「アーメット・アーティガン賞」受賞。式典ではキャロル・キングが、バリー・マン、シンシア・ワイル、オーティス・ブラックウェル、モルト・シューマン、ジェシー・ストーンなどといっしょにバリー＝グリニッチを殿堂入りさせた。

## 死去
2009年8月26日、ニューヨークのSt. Luke's Roosevelt Hospitalで心臓発作により亡くなった。数日前に肺炎で入院していた。
2010年2月3日、パティ・スミスがカリフォルニアのSanta Monica Pierで即興で「BE My Baby」を歌い、グリニッチに捧げた。
2009年9月20日、シカゴのユナイテッド・センターで、ブルース・スプリングスティーンとEストリートバンドが「ハイ・ロン・ロン」を歌った。スプリングスティーンは曲紹介で、グリニッチを「すばらしいロックとソウルのソングライター (incredible rock and soul songwriter)」と呼んだ。

## ディスコグラフィ

### アルバム
- 『レインドロップス』 - The Raindrops (1963年) ※レインドロップス名義 with ジェフ・バリー
- 『コンポーズ・プロデュース・アンド・シング』 - Ellie Greenwich Composes, Produces & Sings (1968年)
- 『ビー・マイ・ベイビー』 - Let It Be Written, Let it Be Sung (1973年)

## 参考
- Browne, David, "Ellie Greenwich: Brill Building Legend", Rolling Stone magazine, September 17, 2009, p. 43.
- Kreps, Daniel, "Be My Baby songwriter Ellie Greenwich dead at 68", Rolling Stone magazine, August 26, 2009.